# Guido Peruzzo
(Giovanni) Guido Peruzzo (* 13. Oktober 1949 in Mülheim an der Ruhr) war leitender Beamter im Bundeswirtschaftsministerium sowie Botschafter und Stellvertretender Ständiger Vertreter Deutschlands bei der Europäischen Union in Brüssel. Seit 2015 ist er Mitarbeiter einer Lobby-Agentur der Wirtschaft.

## Beruflicher Werdegang
Studien in den Fachrichtungen Rechtswissenschaft, Politologie und Soziologie an den Universitäten Bonn, Marburg (Lahn) und Lausanne schloss er mit dem 1. und 2. juristischen Staatsexamen ab. Anschließend promovierte er im Jahr 1978 an der Universität Marburg (Lahn) im Bereich Europarecht. Im Jahr 1979 trat er in das damalige Bundesministerium für Wirtschaft in Bonn ein. Von 1983 an war er zwei Jahre bei der Internationalen Arbeitsorganisation in Genf tätig, bei der er sich in der Rechtsabteilung mit der Anwendung internationaler Arbeitsnormen befasste. Anschließend kehrte er in das Ministerium zurück. Sein Schwerpunkt lag auf Außenwirtschaftsbeziehungen. Im Jahr 1990 wechselte er zur Ständigen Vertretung bei der EU nach Brüssel und nahm dort als Handelsrat für die Außenwirtschaftsbeziehungen u. a. an den EWR-Verhandlungen und der Uruguay-Runde teil. In den Jahren 1995 bis 1999 war er bei der SPD-Fraktion des Stadtrats Bonn tätig. 1999 kehrte er in das Bundeswirtschaftsministerium zurück.
In den Jahren 2002 bis 2007 war er im Bundesministerium für Wirtschaft und Arbeit als Ministerialdirigent Leiter der Unterabteilung Wirtschaftliche Zusammenarbeit mit Asien, Australien/Pazifik und Afrika, Entwicklungspolitik, Messepolitik, Außenwirtschaftsförderung, Standortwerbung. In den Jahren 2007 bis 2008 war er in der Abteilung Europapolitik des Bundesministeriums für Wirtschaft und Technologie Leiter der Unterabteilung EU-Strukturpolitik, Zukunft der EU, Beziehungen zu den EU-Mitgliedstaaten und sonstigen europäischen Ländern. 2008 wurde er auf Wunsch der SPD in der damaligen Großen Koalition gegen den ausdrücklichen Willen seines Dienstherrn Wirtschaftsminister Michael Glos (CSU) Botschafter und Stellvertretender Ständiger Vertreter Deutschlands bei der Europäischen Union. Im Jahr 2010 verlängerte Bundeswirtschaftsminister Rainer Brüderle (FDP) gegen den Widerstand aus der CDU seine Dienstzeit in Brüssel um ein weiteres Jahr. Zum 31. Januar 2015 schied Peruzzo aus seiner Tätigkeit als Botschafter bei der EU aus und trat als Beamter in den Ruhestand ein.

### Lobbytätigkeit
Mit Wirkung vom 1. Februar 2015, also unmittelbar nach Ausscheiden aus dem Beamtenverhältnis, wurde Peruzzo zum Geschäftsführer der Lobby-Agentur Eutop Brussels SPRL bestellt und zudem mit dem weiteren Aufbau der Geschäftsaktivitäten von Eutop in Rom betraut. Eutop bezeichnet sich selbst als „strukturellen Prozesspartner [für] die Arbeit der Interessenvertretungen von privaten Unternehmen, Verbänden und Organisationen bei den Institutionen der Europäischen Union und ausgewählter EU-Mitgliedstaaten“. Weitere bekannte Mitarbeiter dieser Lobby-Organisation sind Wolfgang Bötsch, Volker Hoff und Stéphane Beemelmans. Auf diesen Wechsel Peruzzos vom diplomatischen Dienst in die Wirtschaft ohne jede Karenzzeit wurde u. a. durch die Organisation Lobbycontrol hingewiesen. Unbeschadet seiner Tätigkeit als Lobbyist ist Peruzzo weiterhin Vorsitzender des Bonner Ortsvereins Ippendorf/Venusberg der SPD.

## Privates
Peruzzo ist verheiratet und hat zwei Kinder.

## Schriften
- Giovanni Guido Peruzzo (1979): „Das Problem der implied powers, der Organe der Europäischen Gemeinschaften“. Dissertation am Fachbereich Rechtswissenschaften der Universität Marburg
- Guido Peruzzo (1981): „Heizkostenabrechnung nach Verbrauch“. Schweitzer, München, spätere Auflagen bei Luchterhand, dann Beuth, ISBN 3-88709-500-6